# تشيك هولبرت
تشيك هولبرت (بالإنجليزية: Chick Halbert)‏ مواليد 27 فبراير 1919 - الوفاة 4 مارس 2013، كان لاعب كرة سلة أمريكي. بلغ طوله 6 قدم 9 بوصة (2.1 م).

## المسيرة الاحترافية
لعب مع شيكاغو ستايغس في موسم 1946–1947، ثم لعب مع غولدن ستايت ووريورز في موسم 1947–1948، ثم لعب مع بوسطن سيلتكس في موسم 1948–1949، ثم لعب مع واشنطن كابيتولز من سنة 1949 إلى 1951، ثم لعب مع بالتيمور باليتس في سنة 1951.

## روابط خارجية
- تشيك هولبرت على موقع إن بي أي (الإنجليزية)
- تشيك هولبرت على موقع سبورتس رفرنس (الإنجليزية)
- تشيك هولبرت على موقع ريلجم (الإنجليزية)
- تشيك هولبرت على موقع بروبوليرز (الإنجليزية)